# Polanos occidentales

Mapa de los eslavos occidentales en el y :
Principales tribus
Zona de población mixta

Los polanos occidentales (en polaco: Polanie) fue un pueblo eslavo occidental, parte del grupo denominado lechitas, que se asentó en la cuenca del río Varta y fundó la región de la Gran Polonia, que se considera la cuna de la moderna Polonia.
En el siglo IX, los polanos occidentales unificaron varias tribus eslavas occidentales al norte de la Gran Moravia. La unión estuvo dominada durante muchos siglos por la dinastía Piast, que bautizó al Estado como el Reino de Polonia por el nombre de la tribu. Por este motivo, los polanos occidentales se consideran el núcleo originario de los actuales polacos.
En el siglo X, la de los polanos había llegado a ser la tribu más poderosa de la región, merced especialmente a su caudillo, Miecislao I, el cual se cree que fue el tataranieto de Piast. El reino abarcaba las tierras comprendidas entre los ríos Odra y Bug, los Cárpatos y el mar Báltico.
Los polanos occidentales no han de confundirse con los polanos orientales, que habitaban en la cuenca del río Dnieper y en las proximidades de Kiev, y que constituyen el pueblo de origen de los ucranianos modernos.